# Xalans
Xalans (en castellà i oficialment Jalance) és un municipi del País Valencià situat a la comarca de la Vall de Cofrents.

## Geografia
El terme (93,3 km²) es troba encaixat entre dos rius, el Xúquer i el Cantaban i oferix paratges de gran bellesa de què destaca la Cova de Don Juan, una de les més importants del País Valencià, on trobem sales amb estalactites i estalagmites i, també, restes arqueològiques del Mesolític i de l'edat del Bronze. Altres paratges són els canyons del Xúquer i tot l'entorn del riu entre els Chorros de la Jávea i la Peña del Buitre. El terreny és esquerp i compta amb altures com ara el Villar Agudo (895 m), el pic de Sierrecilla (903 m), la lloma de los Corrales (890 m), el pic de l'Àguila (613 m), el Sapo i la Sapa (636 m), etc.

## Història
Al barranc de la Peña i a l'abric de las Monteses hi ha pintures rupestres que marquen l'antiguitat del lloc en, com a mínim, cinc segles aC. Els romans traslladaren el poble de la muntanya a la vora del riu; però els moros, en el segle xi, com que Xalans era frontera entre regnes de taifes, hagueren de pujar-lo de nou per raons defensives. Jaume I va conquerir-la i va donar-la al rei de Castella, pel tractat d'Almizra. El seu primer senyor fou l'infant Manel, però l'any 1281, per pacte entre Pere el Gran i Alfons de Castella retornà al regne de València. Deteniren el senyoriu Bernat de Sarrià, el comte de Ribagorça, la reina Elionor i son fill l'infant Ferran. En 1389 va comprar-la el duc de Gandia, Alfons el Vell, i a la mort de son fill, en 1425, retornà a la Corona. Lloc de moriscos depengué de Xarafull, fins al 1535, i de Cofrents fins al 1564. Amb l'expulsió morisca —150 focs el 1609— els cristians s'ensenyoriren del poble i convertiren la vella mesquita en l'actual església. Durant les Guerres Carlines es van lliurar algunes batalles en el seu terme municipal com la que en 1836 obligà el poble a rebutjar els atacs del caporal revoltat Joaquín Quílez. Les avingudes del Xúquer de 1740 i de 1864 destruïren horts i molins i arrossegaren, en ambdues ocasions, el pont sobre el riu.

## Demografia
Xalans té 830 habitants (INE 2019).
| Evolució demogràfica de Xalans | Evolució demogràfica de Xalans | Evolució demogràfica de Xalans | Evolució demogràfica de Xalans | Evolució demogràfica de Xalans | Evolució demogràfica de Xalans | Evolució demogràfica de Xalans | Evolució demogràfica de Xalans | Evolució demogràfica de Xalans | Evolució demogràfica de Xalans | Evolució demogràfica de Xalans | Evolució demogràfica de Xalans | Evolució demogràfica de Xalans | Evolució demogràfica de Xalans | Evolució demogràfica de Xalans | Evolució demogràfica de Xalans | Evolució demogràfica de Xalans | Evolució demogràfica de Xalans | Evolució demogràfica de Xalans | Evolució demogràfica de Xalans |
| 1990                           | 1992                           | 1994                           | 1996                           | 1998                           | 2000                           | 2002                           | 2004                           | 2006                           | 2008                           | 2009                           | 2010                           | 2011                           | 2012                           | 2013                           | 2014                           | 2015                           | 2016                           | 2017                           |                                |
| ------------------------------ | ------------------------------ | ------------------------------ | ------------------------------ | ------------------------------ | ------------------------------ | ------------------------------ | ------------------------------ | ------------------------------ | ------------------------------ | ------------------------------ | ------------------------------ | ------------------------------ | ------------------------------ | ------------------------------ | ------------------------------ | ------------------------------ | ------------------------------ | ------------------------------ | ------------------------------ |
| 1.304                          | 1.196                          | 1.180                          | 1.117                          | 1.103                          | 1.073                          | 1.030                          | 981                            | 1.016                          | 1.052                          | 1.012                          | 995                            | 977                            | 975                            | 945                            | 927                            | 914                            | 885                            | 852                            |                                |

## Alcaldia
Des de 2019 l'alcalde de Xalans és Manuel Gómez Fajardo del Partit Popular (PP).
| Període                       | Alcalde o alcaldessa       | Partit polític | Data de possessió | Observacions |
| ----------------------------- | -------------------------- | -------------- | ----------------- | ------------ |
| 1979–1983                     | Eduardo Mora Gómez         | UCD            | 19/04/1979        | --           |
| 1983–1987                     | Francisco Piera Mañez      | PSPV-PSOE      | 28/05/1983        | --           |
| 1987–1991                     | Francisco Piera Máñez      | PSPV-PSOE      | 30/06/1987        | --           |
| 1991–1995                     | Ángel Abel Navarro Navarro | PP             | 15/06/1991        | --           |
| 1995–1999                     | Ángel Abel Navarro Navarro | PP             | 17/06/1995        | --           |
| 1999–2003                     | Ángel Abel Navarro Navarro | PP             | 03/07/1999        | --           |
| 2003–2007                     | Ángel Abel Navarro Navarro | PP             | 14/06/2003        | --           |
| 2007–2011                     | Ángel Abel Navarro Navarro | PP             | 16/06/2007        | --           |
| 2011–2015                     | Ana Isabel Piera Poveda    | PP             | 11/06/2011        | --           |
| 2015–2019                     | José Ángel Navarro Mañez   | PSPV-PSOE      | 13/06/2015        | --           |
| 2019-2023                     | Manuel Gómez Fajardo       | PP             | 15/06/2019        | --           |
| Des de 2023                   | n/d                        | n/d            | 17/06/2023        | --           |
| Fonts: Generalitat Valenciana |                            |                |                   |              |

## Economia
L'agricultura és l'única activitat econòmica de Xalans. Bresquillers, cereals i olivera són els conreus més estesos. També hi abunda la caça, perdiu, conill i senglar, i la pesca, anguiles, barbs i llises.

## Llocs d'interés
El nucli urbà mostra la seua antiguitat en els seus rosts carrers i en monuments com el castell que fou aixecat en el segle xi i que encara conserva alguns elements que són objecte d'obres de manteniment, malgrat que l'estat actual es podria qualificar de ruïna.
Els monuments més destacats del poble són:
- Església de Sant Miquel. Aixecada en 1736 sobre la mesquita, com ja s'ha indicat amunt.
- Ermita de Sant Miquel. De 1880.
- L'Arc. Antic ajuntament, de 1835.
- Font de Los Cuatro Chorros, de 1913.
- Castell de Xalans.

Altres llocs per visitar són:
- La cova de don Joan.
- Els canons del Xúquer.
- Les pintures rupestres.

## Gastronomia
Per a menjar cuina tìpicament castellana: morteruelo, torta mal hecha, ajitonto, patatas al monton, gaspatxos, etc.

## Festes
Hi ha diversos dies festius al llarg de tot l'any. El 3 de febrer per Sant Blai, el 17 de gener per Sant Antoni (dia dels quintos), el 15 d'agost dedicades a l'Assumpció i el 28 de desembre (el dia dels bojos), encara que les festes patronals i més importants són solament les festes per Sant Blai i per l'Assumpció.